# Barsabores Amatúnio
Barsabores (em grego: Βαρσαβώρης; romaniz.: Barsabṓrēs) ou Varaz-Xapu (em armênio: Վարազ-Շապուհ; Varaz-Šapuh) foi um nobre armênio (nacarar) da família Amatúnio, ativo no século V.

## Nome
Barsabores (Βαρσαβώρης, Barsabṓrēs) ou Barassaborses (em grego: Βαρ(ασ)σαβορ(σ)ης, Bar(as)sabṓr(s)ēs) são as formas gregas do nome composto Varaz-Xapu (em armênio: Վարազ-Շապուհ; Varaz-Šapuh). Varaz (Վարազ) derivou do persa médio e parta Varaz (Warāz), que por sua vez derivou do avéstico Varaza (Warāza, "javali selvagem"). Foi registrado em latim como Varazes, em grego como Barazes (Βαράζης, Barázēs), Uarazes (Ουαράζης, Ouarázēs) e Guraz (Γουραζ, Gouraz). Já o nome Xapur (Šapur) combina as palavras šāh (rei) pūr (filho), significando literalmente "filho do rei". Seu nome foi utilizado por vários reis e notáveis durante o Império Sassânida e além e deriva do persa antigo Quexaiatia.putra (*xšayaθiya.puθra). Pode ter sido um título, mas ao menos desde as últimas décadas do século II tornou-se um nome próprio. Foi registrado em parta (𐭔𐭇𐭉𐭐𐭅𐭇𐭓, šḥypwḥr) e persa médio (𐭱𐭧𐭯𐭥𐭧𐭥𐭩, šhpwr-y) como Xapur, em pálavi maniqueísta como Xabur (em parta: 𐫢𐫀𐫁𐫇𐫍𐫡, Š’bwhr), no livro pálavi como Xapur (šhpwhl), em armênio como Xapu (Շապուհ, Šapuh) e Xapur (Շապուրհ, Šapurh), em siríaco como Xabor (ܫܒܘܪ, Šāḇōr), em sogdiano como Xapur (š’p(‘)wr), em grego como Sapores (Σαπώρης, Sapṓrēs), Sabur (Σαβούρ, Saboúr) e Sabor (Σαβόρ, Sabór), em latim como Sapores e Sapor, em árabe como Assabur (الصبور, al-Sābūr) e em persa novo como Xapur (شاپور / شاه پور, Šāpur / Šāhpur), Xafur (شاهفور, Šahfur), etc.

## Contexto

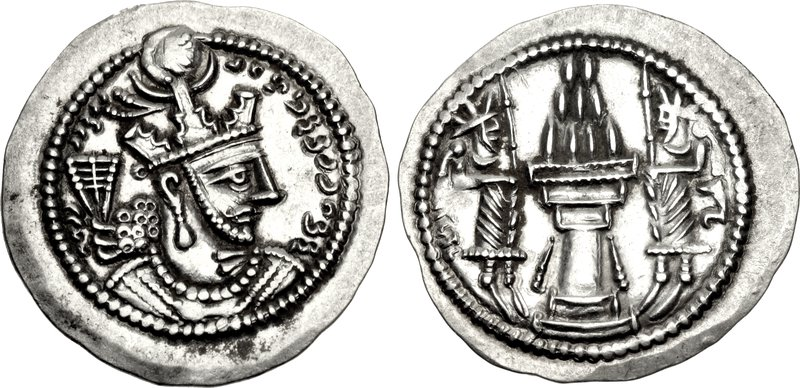
Dracma de r.

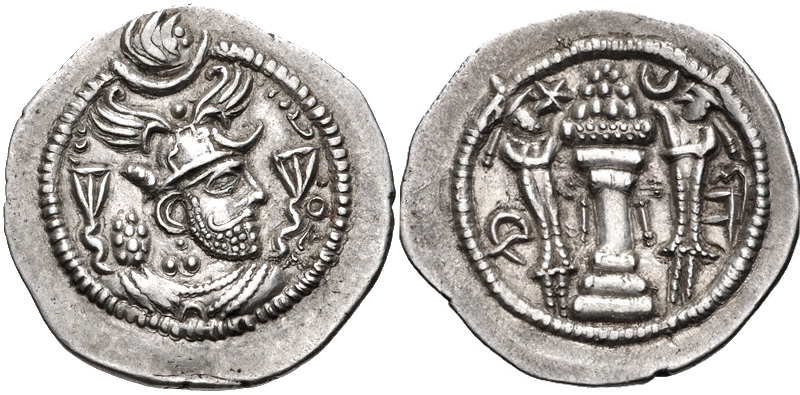
Dracma de r.

Após 387, o Reino da Armênia foi dividido em duas zonas de influência, a bizantina e a persa. Além disso, em 428, o último rei arsácida, Artaxias IV (r. 423-428), foi deposto pelo xainxá Vararanes V (r. 420–438) a pedido dos nacarares, inaugurando o Marzobanato da Armênia. Muito rapidamente, os armênios desiludiram: em 449, Isdigerdes II (r. 438–457) ordenou que eles apostatassem e se convertessem ao zoroastrismo. Sob a liderança de Vardanes II, se revoltaram, mas foram derrotados em junho (ou 26 de maio) de 451 na Batalha de Avarair; a maioria dos nacarares que participaram da revolta foram então deportados à capital persa de Ctesifonte. Após Avarair, os armênios foram constantemente chamados pelos persas para expedições militares distantes e foram obrigados a aceitar o crescente poder dos apóstatas. No contexto, receberam bem o apelo da revolta de Vactangue I (r. 447–522), que sublevou contra os persas.

## Vida
A parentela de Barsabores é incerta, exceto que pertencia à família Amatúnio. Apareceu em 481, quando se encontrou com o marzobã Adar Gusnaspe para lhe informar que Vaanes I e outros nobres armênios pretendiam aderir à revolta de Vactangue contra o xainxá Perozes I (r. 459–484).